# 神宮寺 (宜野湾市)
神宮寺（じんぐうじ）は、沖縄県宜野湾市普天間にある東寺真言宗の寺院。院号は普天満山（ふてんまざん）。本尊は聖観世音菩薩。神仏分離以前は隣接する普天満宮の別当寺であった。

## 歴史
15世紀半ば、尚泰久王の勅願により住民の祈願所として創建。首里から中部方面への視察の際の普天間の地の休憩所が、徐々に整備されて寺院になったとされる。
また、別の口伝では、中城城主護佐丸が築城途中に勝連城主阿麻和利に攻められて落城し、その建築資材を当地に運んで、護佐丸の菩提を弔うために創建されたとも言われる。

## 交通アクセス
路線バス（いずれも普天間バス停下車）またはタクシーでのアクセスとなる。
- 21番（新都心具志川線）　琉球バス交通
- 23番（具志川線）　琉球バス交通
- 25番（普天間空港線）　那覇バス
- 27番（屋慶名線）　琉球バス交通・沖縄バス
- 31番（泡瀬西線）　東陽バス
- 52番（与勝線）　沖縄バス
- 58番（馬天琉大泡瀬線）　東陽バス
- 61番（前原線）　沖縄バス
- 77番（名護東線）　沖縄バス
- 80番（与那城線）　沖縄バス
- 88番（宜野湾線）　琉球バス交通
- 90番（知花線）　琉球バス交通
- 110番（長田具志川線）　琉球バス交通
- 223番（具志川おもろまち線）　琉球バス交通
- 227番（屋慶名おもろまち線）　琉球バス交通・沖縄バス
- 290番（知花おもろまち線）　琉球バス交通